# NGC 7743
NGC 7743 је спирална галаксија у сазвежђу Пегаз која се налази на NGC листи објеката дубоког неба.
Деклинација објекта је + 9° 56' 2" а ректасцензија 23h 44m 21,1s. Привидна величина (магнитуда) објекта NGC 7743 износи 11,4 а фотографска магнитуда 12,3. Налази се на удаљености од 21,433 милиона парсека од Сунца. NGC 7743 је још познат и под ознакама UGC 12759, MCG 2-60-11, CGCG 432-22, IRAS 23417+0939, PGC 72263.